# Betty Stöve

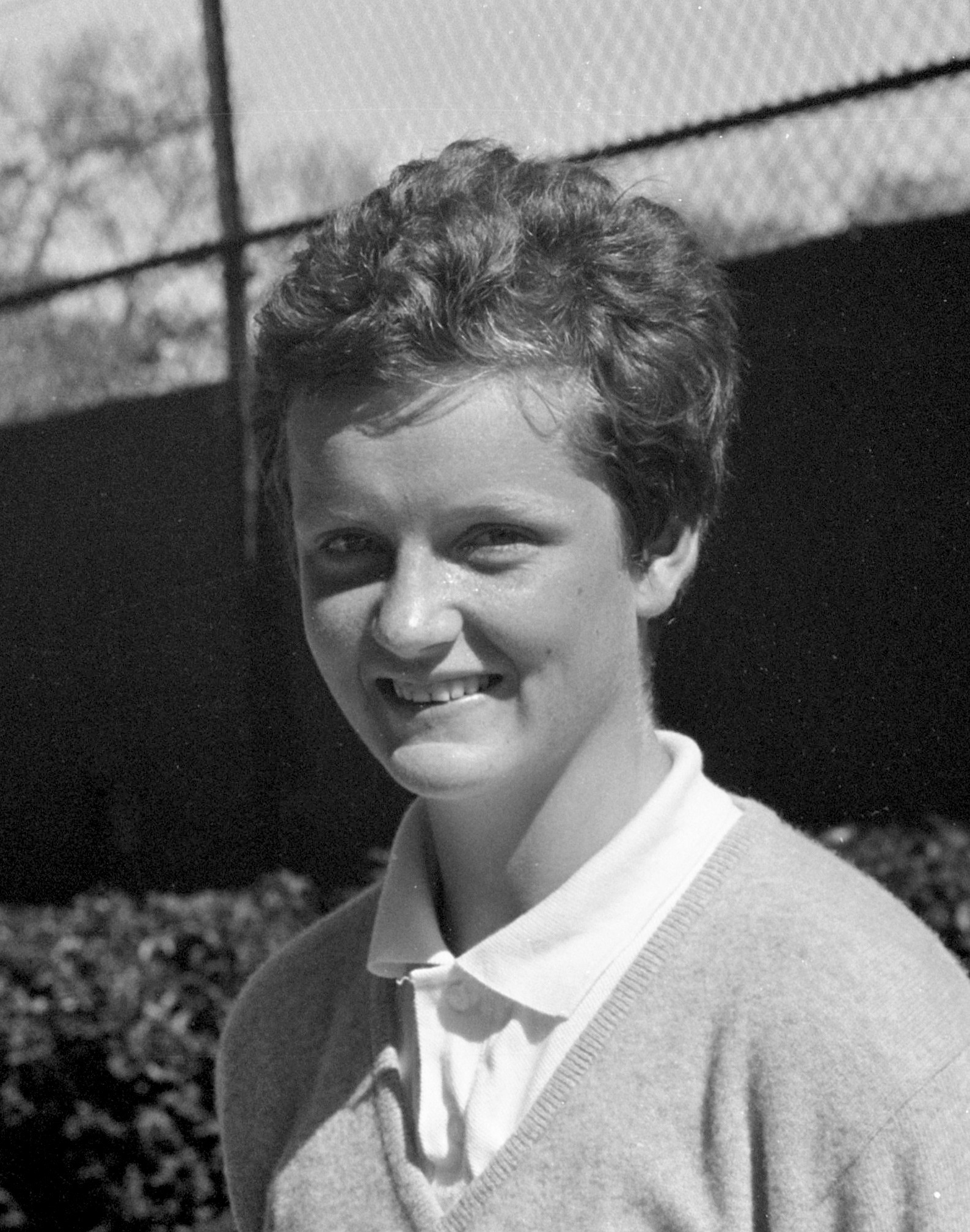
Betty Stöve, 1962

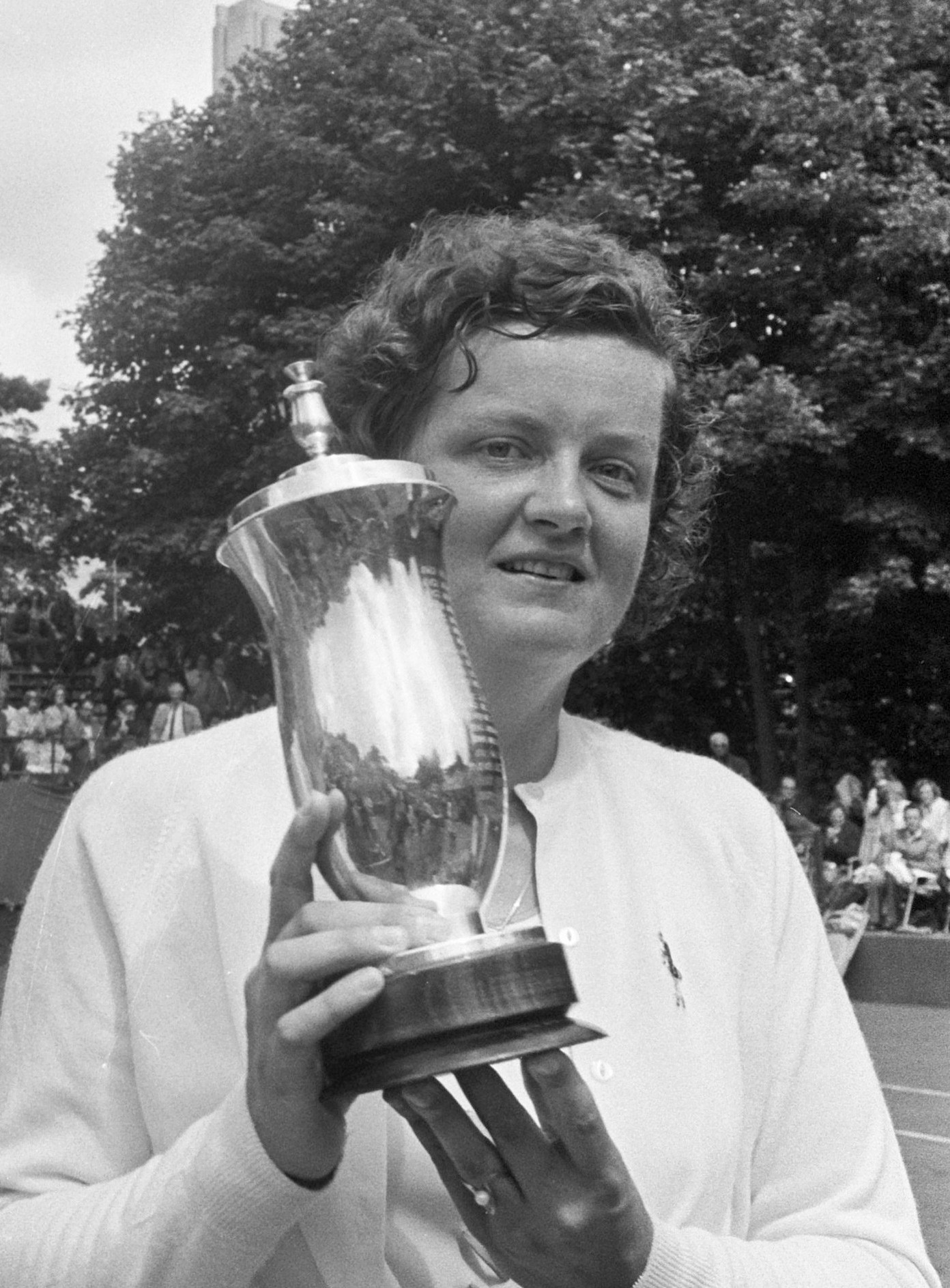
Betty Stöve, 1973

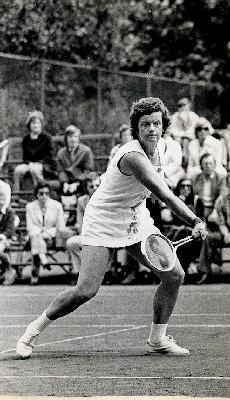
Betty Stöve, 1973

Betty Flippina Stöve (* 24. Juni 1945 in Rotterdam) ist eine ehemalige niederländische Tennisspielerin. Sie gewann zwischen 1972 und 1981 insgesamt zehn Grand-Slam-Titel im Doppel und im Mixed.

## Leben
Stöve war bereits in ihrer Jugend eine der besten niederländischen Tennisspielerinnen. In den Anfangsjahren ihrer Tenniskarriere litt sie Ende der 1960er Jahre unter einer Viruserkrankung, die durch eine Schilddrüsenfehlfunktion noch verschlimmert wurde und die sie zu einer Pause von 18 Monaten zwang. Ihr wurde sogar geraten, ihre sportliche Karriere zu beenden.
Stöve feierte ihre größten Erfolge in den 1970er und 1980er Jahren. Im Einzel erreichte sie in Wimbledon 1977 das Endspiel, in dem sie Virginia Wade mit 6:4, 3:6 und 1:6 unterlag. Noch erfolgreicher war die 1,80 Meter große Rechtshänderin im Doppel; in dieser Disziplin gewann sie sechs Grand-Slam-Titel. Vier weitere Grand-Slam-Titel kamen im Mixed hinzu.
1977 stand sie in Wimbledon in allen drei Wettbewerben (Einzel, Doppel, Mixed) im Endspiel, musste aber jedes Mal den Platz als Verlierer verlassen. Von 1966 bis 1983 spielte sie (mit einigen Unterbrechungen) auch für das niederländische Fed-Cup-Team.
Gegen Ende ihrer Karriere wurde Stöve Trainerin. Zwischen 1980 und 1990 trainierte sie Hana Mandlíková, mit der zusammen sie das Tennislehrbuch Total Tennis veröffentlichte. 1994 betätigte sie sich als Coach von Kristie Boogert. Daneben war sie Sportfunktionärin bei der ITF und der WTA, bei der sie drei Amtszeiten lang Vorsitzende der WTA Tour Players Association war.
Betty Stöve lebt in Brasschaat bei Antwerpen.

## Grand-Slam-Titel
- French Open
  - 1972 im Doppel (mit Billie Jean King)
  - 1979 im Doppel (mit Wendy Turnbull)

- Wimbledon
  - 1972 im Doppel (mit Billie Jean King)
  - 1978 im Mixed (mit Frew McMillan)
  - 1981 im Mixed (mit Frew McMillan)

- US Open
  - 1972 im Doppel (mit Françoise Dürr)
  - 1977 im Doppel (mit Martina Navrátilová)
  - 1977 im Mixed (mit Frew McMillan)
  - 1978 im Mixed (mit Frew McMillan)
  - 1979 im Doppel (mit Wendy Turnbull)